# Meilleures buteuses de la Ligue des champions féminine de l'UEFA
Cet article liste les meilleures buteuses de la Ligue des champions féminine de l'UEFA depuis sa création en 2001.

## Classement général (tours préliminaires inclus)
Ce tableau présente le classement des dix meilleures buteuses de l'histoire de la Ligue des champions féminine.
Les joueuses participant actuellement à la Ligue des champions féminine 2023-24 sont inscrites en caractères gras.
Dernière mise à jour le 26 mars 2025.
| Rang | Joueuse           | Période   | Clubs successifs                                                     | Buts |
| ---- | ----------------- | --------- | -------------------------------------------------------------------- | ---- |
| 1.   | Ada Hegerberg     | 2012-     | Stabæk (2), FFC Turbine Potsdam (2), Olympique lyonnais (62)         | 66   |
| 2.   | Anja Mittag       | 2004-2019 | FFC Turbine Potsdam (36), FC Rosengård (12), Paris Saint-Germain (3) | 51   |
| 2.   | Eugénie Le Sommer | 2010-     | Olympique lyonnais (51)                                              | 51   |
| 4.   | Conny Pohlers     | 2004-2014 | FFC Turbine Potsdam (26), FFC Francfort (8), VfL Wolfsbourg (14)     | 48   |
| 5.   | Marta             | 2004-2023 | Umeå IK (30), Tyresö FF (7), FC Rosengård (9)                        | 46   |
| 6.   | Camille Abily     | 2004-2018 | Olympique lyonnais (43)                                              | 43   |
| 7.   | Kim Little        | 2006-     | Hibernian (0), Arsenal (43)                                          | 43   |
| 8.   | Lotta Schelin     | 2008-2018 | Olympique lyonnais (41), FC Rosengård (1)                            | 42   |
| 9.   | Nina Burger       | 2005-2020 | SV Neulengbach (40)                                                  | 40   |
| 10.  | Hanna Ljungberg   | 2001-2009 | Umeå IK (39)                                                         | 39   |

## Classement par saison
Ce tableau retrace les meilleures buteuses de la Ligue des champions féminine de l'UEFA par saison depuis sa création en 2001 (buts inscrits en tours préliminaires inclus).

Le record de buts sur une saison est détenu par Ada Hegerberg (2018) avec 15 buts inscrits.
| Saison                                 | Joueuse                                          | Pays                     | Club                                            | Buts                     |
| Coupe féminine de l'UEFA               | Coupe féminine de l'UEFA                         | Coupe féminine de l'UEFA | Coupe féminine de l'UEFA                        | Coupe féminine de l'UEFA |
| -------------------------------------- | ------------------------------------------------ | ------------------------ | ----------------------------------------------- | ------------------------ |
| 2001-2002                              | Gabriela Enache                                  | Roumanie                 | FC Codru Chişinău                               | 12                       |
| 2002-2003                              | Hanna Ljungberg                                  | Suède                    | Umeå IK                                         | 10                       |
| 2003-2004                              | Maria Gstöttner                                  | Autriche                 | SV Neulengbach                                  | 11                       |
| 2004-2005                              | Conny Pohlers                                    | Allemagne                | FFC Turbine Potsdam                             | 14                       |
| 2005-2006                              | Margrét Viðarsdóttir                             | Islande                  | Valur Reykjavik                                 | 11                       |
| 2006-2007                              | Julie Fleeting                                   | Écosse                   | Arsenal LFC                                     | 9                        |
| 2007-2008                              | Margrét Viðarsdóttir Patrizia Panico Vira Dyatel | Islande Italie Ukraine   | Valur Reykjavik AGSM Vérone Zhytlobud-1 Kharkiv | 9                        |
| 2008-2009                              | Margrét Viðarsdóttir                             | Islande                  | Valur Reykjavik                                 | 14                       |
| Ligue des champions féminine de l'UEFA |                                                  |                          |                                                 |                          |
| 2009-2010                              | Vanessa Bürki                                    | Suisse                   | Bayern Munich                                   | 11                       |
| 2010-2011                              | Inka Grings                                      | Allemagne                | MSV Duisbourg                                   | 13                       |
| 2011-2012                              | Camille Abily Eugénie Le Sommer                  | France                   | Olympique lyonnais                              | 9                        |
| 2012-2013                              | Laura Rus                                        | Roumanie                 | Apollon Limassol                                | 11                       |
| 2013-2014                              | Milena Nikolić                                   | Bosnie-Herzégovine       | ŽFK Spartak Subotica                            | 11                       |
| 2014-2015                              | Célia Šašić                                      | Allemagne                | FFC Francfort                                   | 14                       |
| 2015-2016                              | Ada Hegerberg                                    | Norvège                  | Olympique lyonnais                              | 13                       |
| 2016-2017                              | Zsanett Jakabfi Vivianne Miedema                 | Hongrie Pays-Bas         | VfL Wolfsburg Bayern Munich                     | 8                        |
| 2017-2018                              | Ada Hegerberg                                    | Norvège                  | Olympique lyonnais                              | 15                       |
| 2018-2019                              | Pernille Harder                                  | Danemark                 | VfL Wolfsburg                                   | 8                        |
| 2019-2020                              | Vivianne Miedema                                 | Pays-Bas                 | Arsenal                                         | 10                       |
| 2020-2021                              | Jennifer Hermoso Fran Kirby                      | Espagne Angleterre       | FC Barcelone Chelsea                            | 6                        |
| 2021-2022                              | Alexia Putellas                                  | Espagne                  | FC Barcelone                                    | 11                       |
| 2022-2023                              | Ewa Pajor                                        | Pologne                  | VfL Wolfsburg                                   | 9                        |
| 2023-2024                              | Marie-Yasmine Alidou Romée Leuchter              | Canada Pays-Bas          | Benfica Lisbonne Ajax Amsterdam                 | 9                        |

### Palmarès par joueuse
Nota: joueuses ayant été meilleures buteuses au moins 2 fois
| Joueur               | Pays     | Titres | Saisons                          |
| -------------------- | -------- | ------ | -------------------------------- |
| Margrét Viðarsdóttir | Islande  | 3      | 2005-2006, 2007-2008*, 2008-2009 |
| Ada Hegerberg        | Norvège  | 2      | 2015-2016, 2017-2018             |
| Vivianne Miedema     | Pays-Bas | 2      | 2016-2017*, 2019-2020            |

- * Deux joueuses ou plus à égalité.

### Palmarès par club
| Clubs              | Titres | Saisons                              |
| ------------------ | ------ | ------------------------------------ |
| Olympique lyonnais | 4      | 2011-2012 (x2), 2015-2016, 2017-2018 |
| Valur Reykjavik    | 3      | 2005-2006, 2007-2008*, 2008-2009     |
| Arsenal            | 2      | 2006-2007, 2019-2020                 |
| Bayern Munich      | 2      | 2009-2010, 2016-2017*                |
| VfL Wolfsburg      | 2      | 2016-2017*, 2018-2019                |
| FC Barcelone       | 2      | 2020-2021*, 2021-2022                |

- * Deux joueuses ou plus à égalité.

### Palmarès par nationalité
| Pays      | Titres | Saisons                           |
| --------- | ------ | --------------------------------- |
| Allemagne | 3      | 2004-2005, 2010-2011, 2014-2015   |
| Islande   | 3      | 2005-2006, 2007-2008*, 2008-2009  |
| Pays-Bas  | 3      | 2016-2017*, 2019-2020, 2023-2024* |
| France    | 2      | 2011-2012* (x2)                   |
| Norvège   | 2      | 2015-2016, 2017-2018              |
| Roumanie  | 2      | 2001-2002, 2012-2013              |
| Espagne   | 2      | 2020-2021*, 2021-2022             |

- * Deux joueuses ou plus à égalité.

### Palmarès par championnat
| Nation               | Titres | Saisons                                                               |
| -------------------- | ------ | --------------------------------------------------------------------- |
| 1. Frauen-Bundesliga | 7      | 2004-2005, 2009-2010, 2010-2011, 2014-2015, 2016-2017 (x2), 2018-2019 |
| Division 1           | 4      | 2011-2012 (x2), 2015-2016, 2017-2018                                  |
| Deildin kvenna       | 3      | 2005-2006, 2007-2008*, 2008-2009                                      |
| Super League         | 3      | 2006-2007, 2019-2020, 2020-2021*                                      |
| Série A              | 2      | 2007-2008*, 2012-2013                                                 |
| Primera División     | 2      | 2020-2021*, 2021-2022                                                 |

- * Deux joueuses ou plus à égalité.